# 徳島市立文化センター
徳島市文化センター（とくしましぶんかセンター）は、かつて徳島県徳島市徳島町城内にあった多目的ホールをメインとする文化施設。
施設として、間口20m 奥行14.4mのステージを備えた1,280人収容のホールと7つの会議室（定員30名～100名）があった。

## 沿革
- 1963年4月13日 - 開館。
- 2007年4月1日 - 指定管理者制度が適用されて財団法人徳島市文化振興公社に運営が委任されている。
- 2007年10月27日 - 第22回国民文化祭の会場の1つに指定。
- 2012年 - 第27回国民文化祭が開催される[1]。
- 2013年 - 開館50周年。
- 2015年 - 3月末をもって施設を使用中止。耐震不足により年内の解体か耐震工事を施すか決定される。
- 2015年6月15日 - 市議会において廃館が決まる[2]。
- 2016年6月8日 - 遠藤彰良市長は、市議会本会議で、同市文化センターを耐震改修して災害時の避難所機能を持たせた形へのリニューアルを検討する考えを明らかにした[3]。
- 2019年3月 - 2018年より始まった施設の解体が終わり、更地となる。

## エピソード
- 1979年にサザンオールスターズがライブを行っている。
- 1976年・1983年・1985〜1987年・1989年には松任谷由実がライブを行っているが、「ホールが狭い」との理由で、さまざまな機材を持ち込むことを禁止された。1994年・1996年・1998年のコンサートはアスティとくしまで開催している。
- 2013年3月9日、四国放送開局60周年記念として『笑点』（日本テレビ系列）の公開録画を開催（同年4月7日と14日に放送）。この収録で林家木久扇が3年ぶりに座布団10枚を獲得し、御褒美のキーワードだった「人の振り見て我が振り直せ」にちなみ阿波踊りを踊らさせるという結末となった。

## 音楽・芸術ホール問題

### 徳島市の議論
- 1991年 - 徳島市有識者会議が、音楽ホールや劇場が市内に足りないと指摘し、本格的な施設設備の必要性を提言。
- 1990年代 - 徳島市は、音楽・芸術ホールの建設候補地として旧徳島市立動物園跡地（中徳島町2）を検討していた。
- 2005年12月 - 原秀樹徳島市長（当時）がホール整備と新町西地区再開発を一体化させる意向を表明し、大小のホールを中核施設とする再開発事業を進めていた。
- 2016年3月 - 徳島市長選で新町西地区再開発事業に反対する遠藤彰良氏が当選し、新町西地区再開発事業を白紙化したのに伴い、徳島市は新たなホール整備を検討している。
- 2016年 - 徳島市は、新町西地区再開発事業の白紙撤回に伴い、音楽・芸術ホールの建設を決定。
- 2016年11月 - 徳島市有識者会議は、音楽・芸術ホールを早期に整備するとともに、最寄駅から徒歩圏内に建設するよう提言した。
- 2016年12月27日 - 遠藤彰良徳島市長が定例記者会見で、音楽・芸術ホールの建設場所を2016年度中に選定する考えを明らかにした。
- 2017年1月25日 - 徳島市は、音楽・芸術ホールの建設候補地として、徳島駅西側のクレメント平面駐車場を中心とした土地（寺島本町西1、4866平方m）、徳島市立文化センター（徳島町城内、4538平方m）の敷地、旧徳島市立動物園跡地（中徳島町2、1万8879平方m）の3案で検討している。
- 2017年1月26日 - 遠藤彰良徳島市長が定例記者会見で、2023年度開館を目指す音楽・芸術ホールの建設候補地として、徳島駅西側のクレメント平面駐車場を中心とした土地（寺島本町西1）、徳島市立文化センターの敷地、旧徳島市立動物園跡地の3案で検討していくことを正式に発表した。

### 県市協調新ホール整備基本計画
2021年（令和3年）3月26日、徳島県と徳島市は「県市協調新ホール整備基本計画」を策定し、市が所有する土地を提供することで県の青少年センター用地と一体化し、県立ホールの整備を県市協調で推進することになった。
これにより新ホールは県立施設となり、徳島市立文化センター跡地には大ホール棟が建設され、2023年4月着工、2026年4月完成予定である。また、徳島市中央公民館と徳島市社会福祉センターの建物を解体して小ホール棟が建設される予定で、2024年2月着工、2026年9月完成予定である。新ホール整備のため徳島県青少年センターの建物も解体されることになり、徳島駅前再開発ビルアミコビルに移転することになった。